# 大原 (新潟市)
大原（おおはら）は、新潟県新潟市西蒲区の大字。郵便番号は959-0511。

## 概要
1984年（昭和59年）から現在の大字。1889年（明治22年）から1984年（昭和59年）まであった大字上大原と大字下大原が統合されて成立した。

### 隣接する町字
北から東回り順に、以下の町字と隣接する。
- 井随
- 南区木滑
- 南区釣寄新
- 南区釣寄
- 番屋
- 三方
- 山口新田
- 熊谷

## 歴史

### 統合した町字
1984年（昭和59年）に以下の町字を統合。
上大原（かみおおはら）
1889年（明治22年）から1984年（昭和59年）まであった大字。鎧潟近くの低平地に位置する。
もとは江戸時代から1889年（明治22年）まであった上大原村の区域の一部。もとは木滑村の区域の一部で、寛永年間に上杉氏家臣であった笹崎甚右衛門が開発。1654年（承応3年）に木滑村から分村して成立した。
下大原（しもおおはら）
1889年（明治22年）から1984年（昭和59年）まであった大字。鎧潟近くの低平地に位置する。
もとは江戸時代から1889年（明治22年）まであった下大原村の区域の一部。寛永年間に開発が始まり、1655年（明暦元年）に針ヶ曽根村から分立して成立した。

### 年表
- 1889年（明治22年）4月1日 : 合併により上大原と下大原が共和村の大字となる。
- 1901年（明治34年）11月1日 : 合併により上大原と下大原が大原村の大字となる。
- 1955年（昭和30年）3月31日 : 合併により上大原と下大原が潟東村の大字となる。
- 1984年（昭和59年） : 上大原と下大原が統合され、大原となる。
- 2005年（平成17年）3月21日 : 合併により新潟市の大字となる。
- 2007年（平成19年）4月1日 : 新潟市の政令指定都市移行により、西蒲区の大字となる。

## 世帯数と人口
2018年（平成30年）1月31日現在の世帯数と人口は以下の通りである。
| 大字 | 世帯数  | 人口  |
| ---- | ------- | ----- |
| 大原 | 105世帯 | 363人 |

## 小・中学校の学区
市立小・中学校に通う場合、学区は以下の通りとなる。
| 番地 | 小学校             | 中学校             |
| ---- | ------------------ | ------------------ |
| 全域 | 新潟市立潟東小学校 | 新潟市立潟東中学校 |

## 主な企業・施設
- 新潟交通観光バス 潟東営業所

## 交通

### 道路
- 国道460号